# Krupp

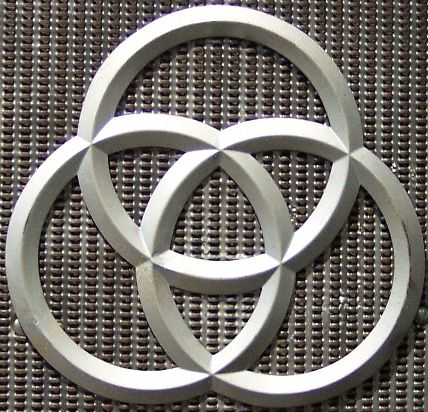
Els tres anells són el símbol de Krupp, es basen en el Radreifen – les rodes de ferrocarril patentades per Alfred Krupp.

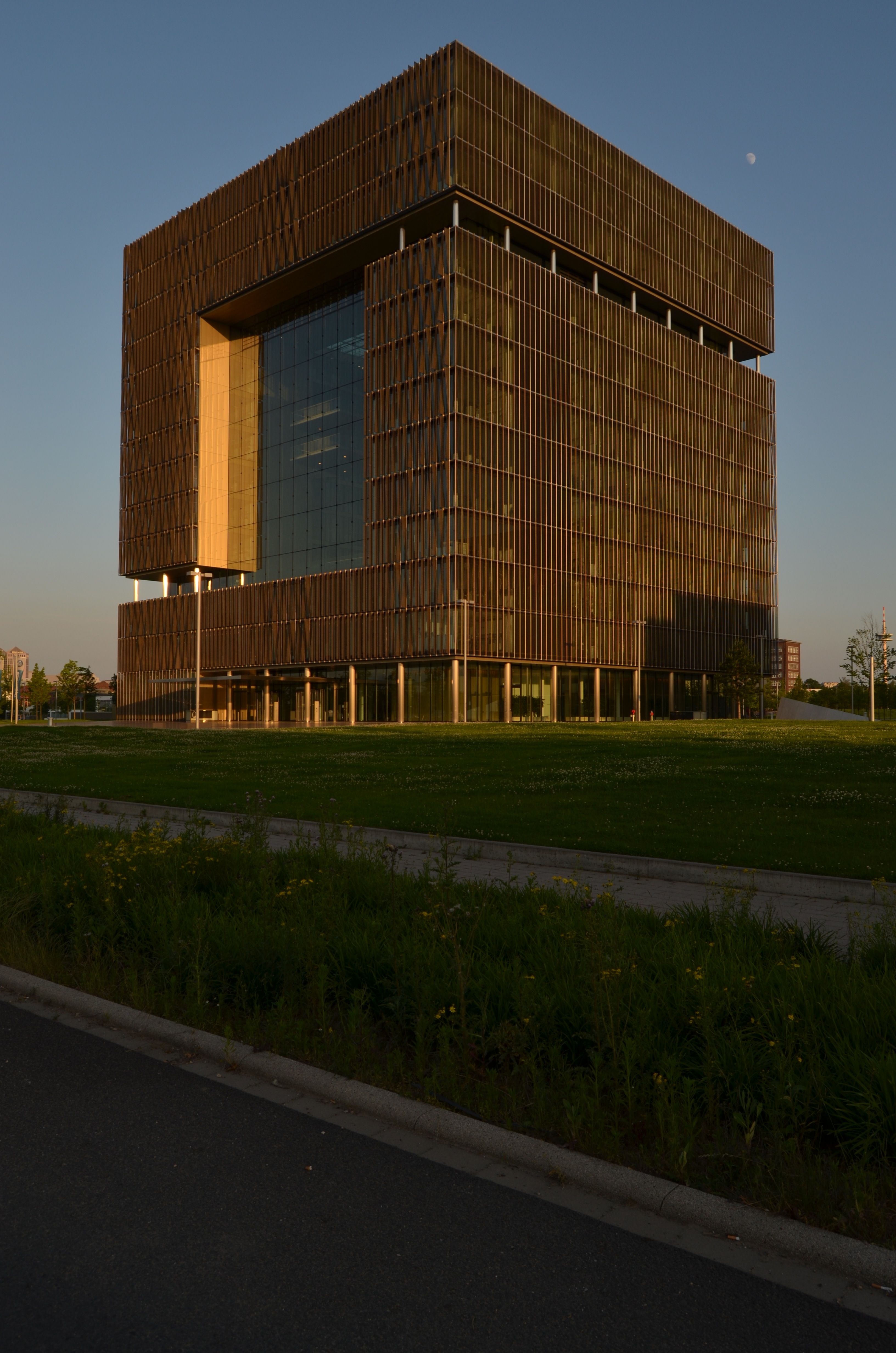
ThyssenKrupp HQ a Essen

La família Krupp és una important dinastia alemanya de 400 anys d'antiguitat. Provenen d'Essen, i han esdevingut famosos per la seva producció d'acer i per la seva fabricació de munició i armaments usats en la Segona Guerra Mundial amb treballadors esclavitzats sota el règim nazi. El negoci familiar que s'anomena Friedrich Krupp AG, va ser la primera companyia d'Europa al principi del segle xix. El 1999 es va fusionar amb Thyssen AG per formar el gran conglomerat industrial ThyssenKrupp AG

## Família
Friedrich Krupp (1787–1826) va ser l'iniciador de les activitats en l'acer de la família amb una foneria a Essen el 1810. El seu fill Alfred (1812–87), va invertir en noves tecnologies (especialment en el Procés Bessemer) i en rodes de ferrocarril. De manera poc usual en la seva època, també va proporcionar serveis socials als seus treballadors.

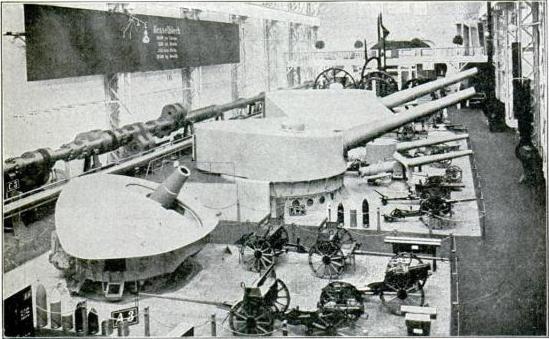
Artilleria Krupp a Essen, (Circa 1905)

L'empresa Krupp va començar a fer canons d'acer en la dècada de 1840 i cada vegada es va especialitzar més i més en l'armament. Al segle xx l'empresa va ser dirigida per Gustav Krupp von Bohlen und Halbach (1870–1950), que es va casar amb l'hereva Bertha Krupp. Després que Adolf Hitler arribés al poder el 1933, Krupp va ser el cenre del rearmament alemany. El 1943, per ordre de Hitler, aquesta empresa va tenir un sol propietari, Alfried Krupp von Bohlen und Halbach (1907–67) que va ser condemnat com criminal de guerra als Tribunals de Nuremberg en el Judici Krupp per haver emprat treballadors esclavitzats. Va ser condemnat a 12 anys de presó i a vendre el 75% dels seus holdings. El 1951, per la Guerra Freda va ser alliberat pels Estats Units i va recuperar el control de la seva empresa.